# Petre Cojocaru
Petre Cojocaru a fost un pilot român de aviație, as al Aviației Române din cel de-al Doilea Război Mondial.
Sergentul T.R. av. Petre Cojocaru a fost decorat cu Ordinul „Virtutea Aeronautică” de Război cu spade, clasa Crucea de Aur (28 noiembrie 1941) pentru că „a executat 36 misiuni de războiu dovedind mult curaj și sânge rece. S'a remarcat ca un bun pilot în atacurile la sol, precum și în atacurile contra A. c. A. inamic și aglomerărilor de trupe” și clasa Crucea de Aur cu 1 baretă (20 februarie 1942) „pentru spiritul de sacrificiu și frumoasele calități de luptător aerian și pilot de vânătoare. A executat 60 misiuni de războiu în atacurile la sol și în misiuni de însoțire luând parte la numeroasele lupte aeriene”.

## Decorații
- Ordinul „Virtutea Aeronautică” de Război cu spade, clasa Crucea de Aur (28 noiembrie 1941)[1]
- Ordinul „Virtutea Aeronautică” de Război cu spade, clasa Crucea de Aur cu 1 baretă (20 februarie 1942)[2]